# إيملي إليزابيث دوغلاس
إيملي إليزابيث دوغلاس (بالإنجليزية: Emily Elizabeth Douglas)‏ هي سيدة أعمال أمريكية، ولدت في 24 مارس 1982 في كولومبوس في الولايات المتحدة.